# SN 1981H
SN 1981H – niepotwierdzona supernowa odkryta 4 czerwca 1981 roku w galaktyce A201900-2340. W momencie odkrycia miała maksymalną jasność 18,50m.